# Дом генерал-губернатора
Дом генерал-губернатора — старинное здание на Светланской улице Владивостока.
Дом № 52 по этой улице больше известен, как «старый Дом пионеров».
Строительство велось с 1889 по 1891 год по проекту военного инженера, областного архитектора и почётного гражданина Хабаровска генерал-майора Владимира Григорьевича Мооро. Предназначалось здание под резиденцию военного губернатора Приморской области генерал-лейтенанта Павла Фридриховича Унтербергера, который стал седьмым по счёту генерал-губернатором и занимал эту должность с 1888 по 1897 год. Впоследствии он стал почётным гражданином Владивостока, Хабаровска и Благовещенска.
Первым хозяином этого дома стал с 1906 по 1910 год приамурский генерал-губернатор. В мае 1891 года Владивосток посетил Наследник престола — цесаревич Николай Александрович, будущий последний российский Император Николай Второй, который останавливался именно в этом доме. Далее, с декабря 1917 по июнь 1918 год здесь заседал Владивостокский совет рабочих и солдатских депутатов во главе с Константином Сухановым, а немного позднее — контрразведка Меркуловского правительства.
После установления Советской власти в здании некоторое время размещался интернациональный клуб моряков, а в 1925 году помещение передали пионерам. Здесь стали открываться различные кружки детского творчества, в сквере работали качели, карусели. В 1970-е годы Дом пионеров потерял статус городского, стал районным. С того времени в нем поселились тишина и запустение.
В 1990-е годы фирма «Инаква-Пионер» отреставрировала здание и его передали фонду поддержки малого предпринимательства. В настоящее время здесь находятся: Главный федеральный инспектор по Приморскому краю, федеральный инспектор, аппарат полномочного представителя Президента России по Дальневосточному округу, Администрация Президента Российской Федерации, ресторан «La Trattoria».

## Иллюстрации

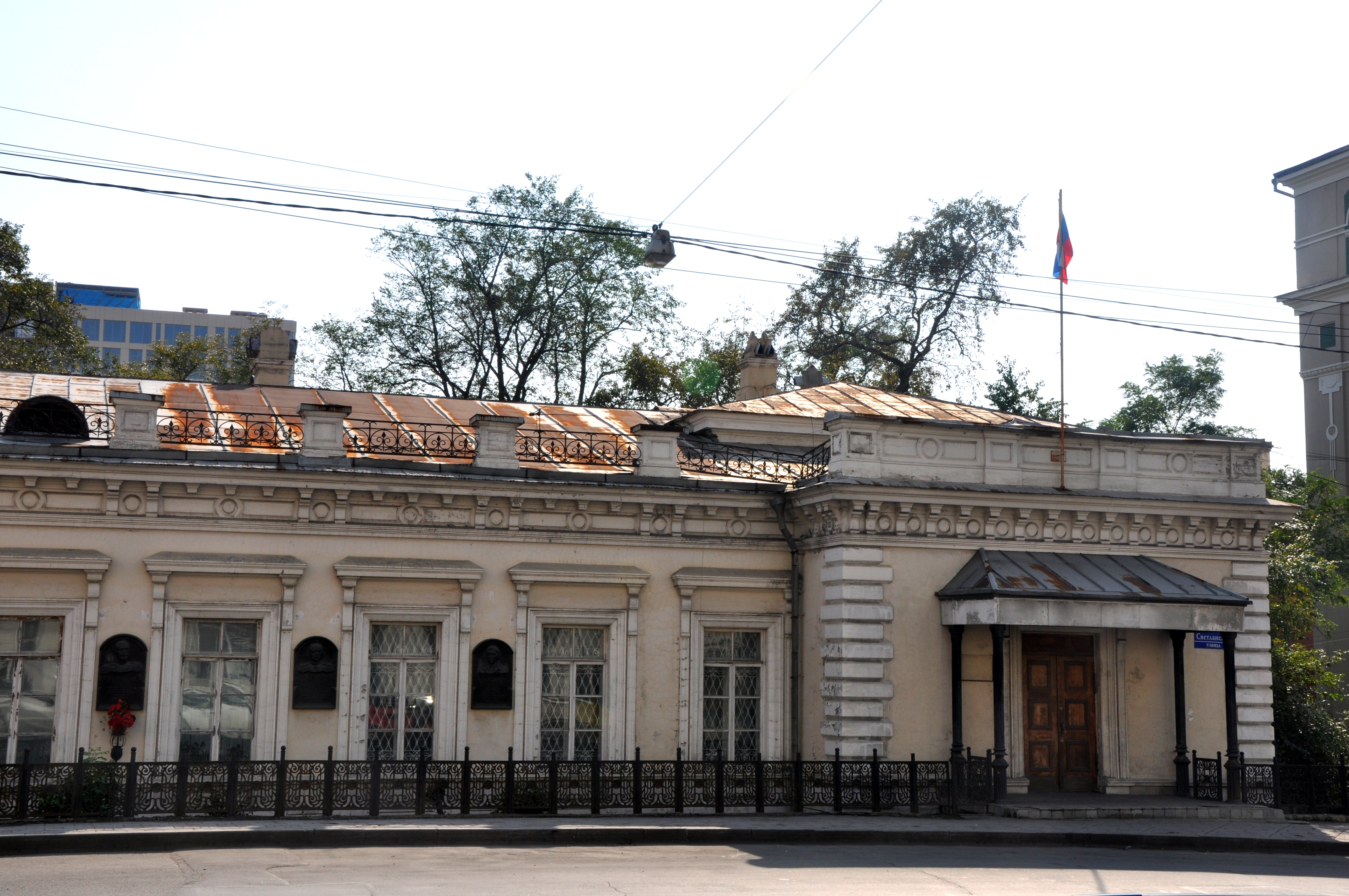
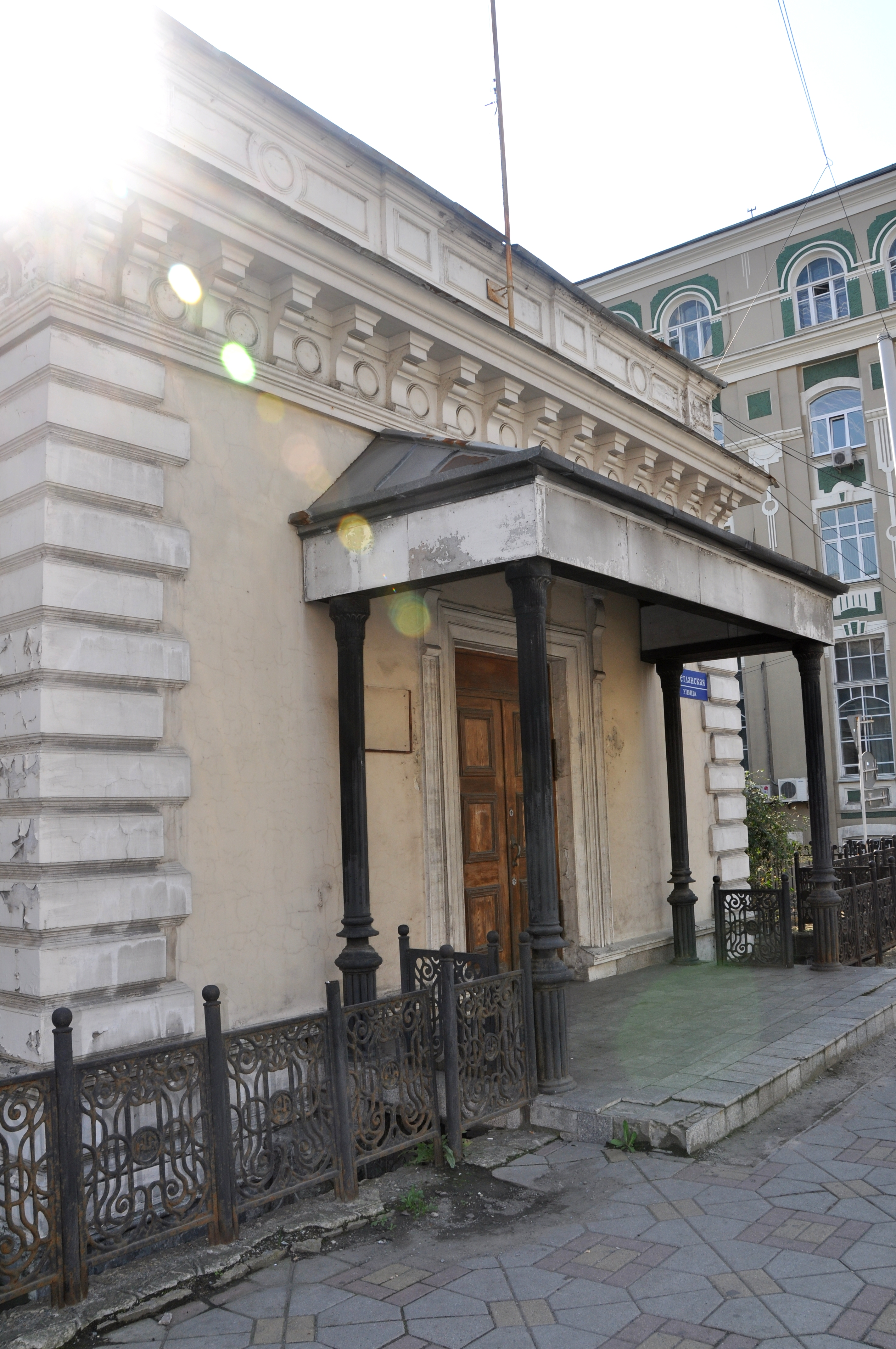
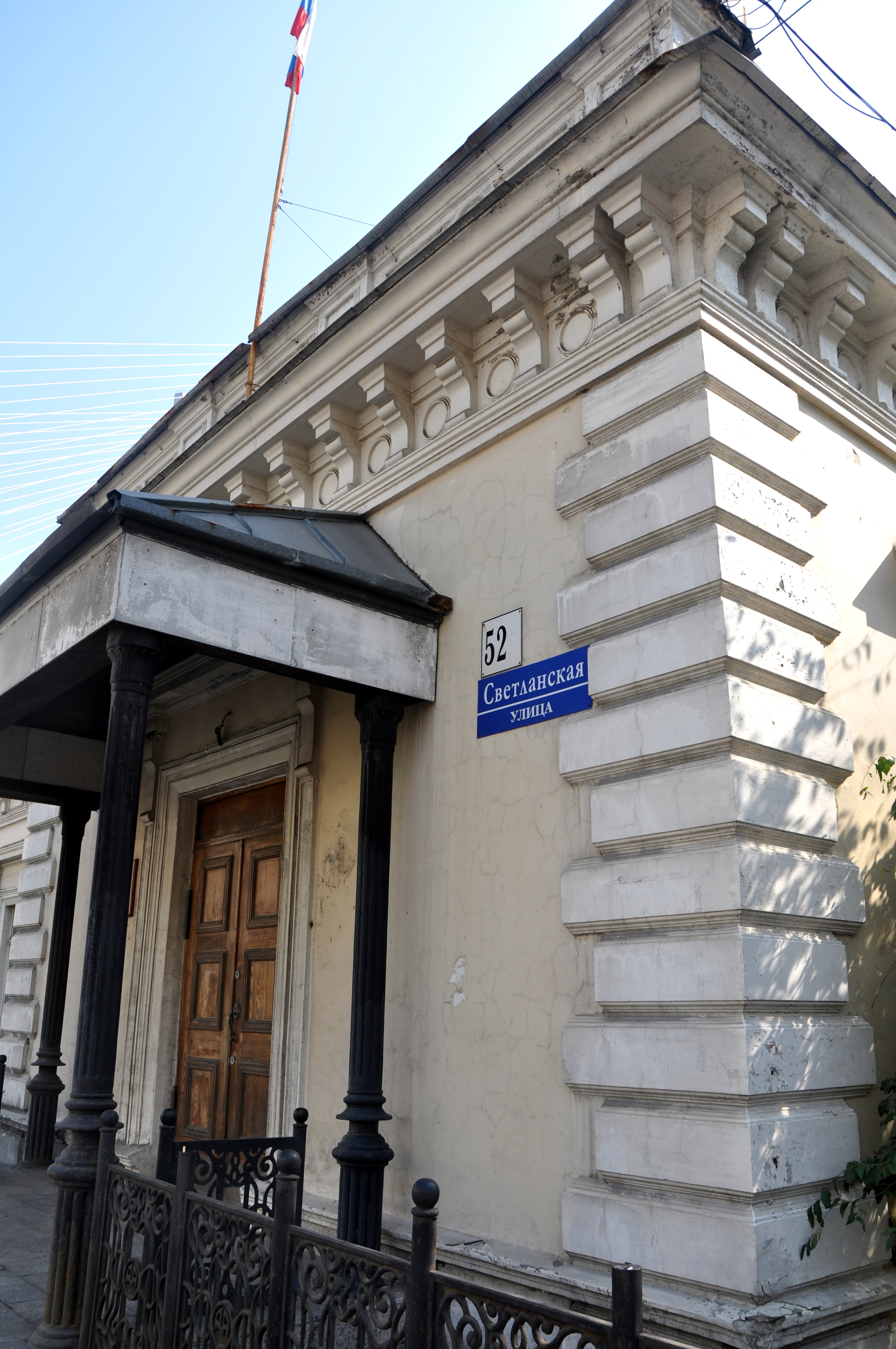